# Georges Figon
Georges Figon, né le 21 octobre 1926 et mort le 17 janvier 1966 est un repris de justice devenu éditeur qui prit part aux préparatifs de l'enlèvement du leader marocain en exil Mehdi Ben Barka, le 29 octobre 1965, non loin de la brasserie Lipp à Paris. 

## Biographie
Fils de bonne famille (parents hauts fonctionnaires au Ministère de la Santé, appartement Avenue Foch) dévoyé,  Figon a passé trois ans en hôpital psychiatrique et onze ans derrière les barreaux : en 1950, à l'occasion d'une tentative d'escroquerie il a tiré sur un policier. Légèrement mythomane, il sort de prison en 1961, entretient des amitiés avec l'intelligentsia parisienne et devient gérant des Presses Européennes. Il est proche des actrices Françoise Arnoul et Anne-Marie Coffinet. 
Il participe en toute connaissance de cause à la préparation du film qui n'est qu'un prétexte pour attirer Ben Barka à Paris. 
Il déclare plus tard à L'Express qu'il sait qui a tué Ben Barka et accuse le général Oufkir de l'avoir torturé. Peu après, il dément avoir donné cet entretien.  
Le 17 janvier 1966, il est retrouvé tué par balles dans son appartement situé 14 rue des Renaudes, cerné par la police. L'enquête, controversée, conclura au suicide. 
Le journaliste Henrik Krüger considère que Figon a été assassiné par Christian David.
Son implication dans l'affaire Ben Barka sert de trame à l'intrigue des films L'Attentat, de Yves Boisset en 1972, et J'ai vu tuer Ben Barka, de Serge Le Péron en 2005.

## Filmographie
- Frédéric Ploquin, Les gangsters et la République, 2016